# Veronika Rybárová
Veronika Rybárová (* 18. Mai 1993 in Nové Zámky) ist eine slowakische Fußballspielerin.

## Karriere

### Verein
Rybárová startete ihre Karriere im Alter von nur vier Jahren beim FC Union Nové Zámky, wo sie 2009 in die Seniorenmannschaft aufrückte und ihr Debüt in der UEFA Women’s Champions League feierte. Sie spielte jedoch nur ein Jahr in der höchsten Frauenspielkasse und schloss sich ein Jahr später im Sommer 2010 dem FK Slovan Duslo Šaľa an. Dort spielte sie zwei Jahre und nahm beide Jahre an der UEFA Women’s Champions League teil. Im Sommer 2012 verließ Rybárová den FK Slovan Duslo Šaľa und ging zum Ligakonkurrenten ŠK Slovan Bratislava.

### Nationalmannschaft
Rybárová ist A-Nationalspielerin der slowakischen Fußballnationalmannschaft.